# ドルカス

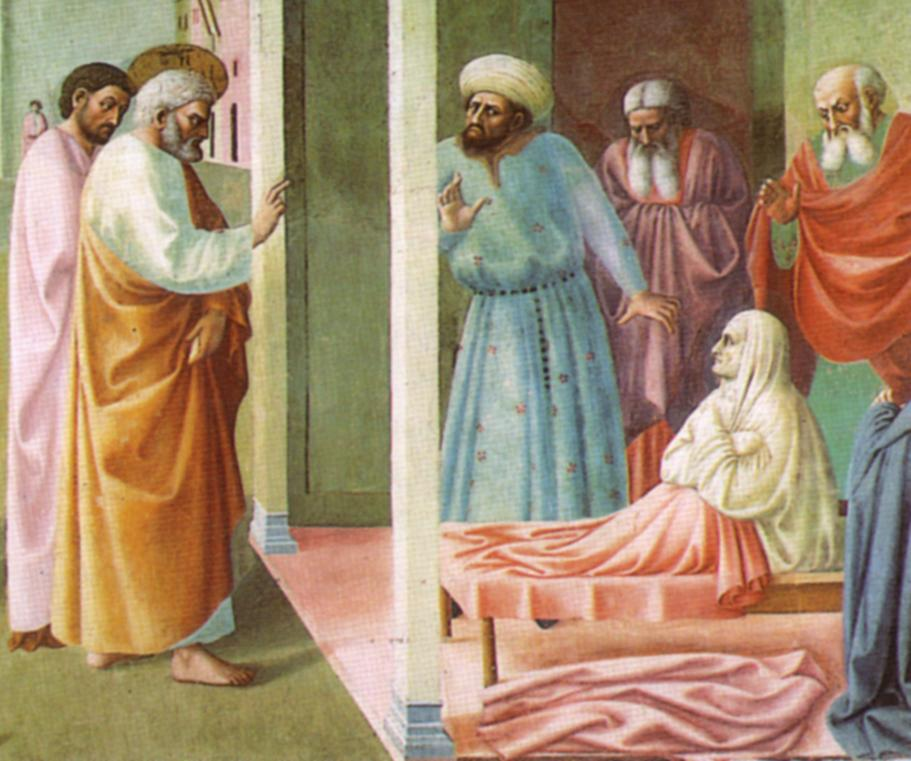
タビタの復活（マソリーノ画、1425年）

ドルカス（Δορκάς または Δορκάδα）は、新約聖書に登場するヨッパの「女の弟子」と言われた女性であり、「かもしか」（ガゼル）という意味のギリシア語の名前である。アラム語でタビタと言う。
ヨッパの教会で貧民救済のために貢献した人物であるが、ある時病死した。ヨッパの教会はドルカスの死を伝えるために二人の使者をペテロに派遣した。ペテロはヨッパに来て、祈りによりドルカスを生き返らせた。